# ロプノール
ロプノールあるいはロブノール（ドイツ語: Lop Nor）は、中央アジア、タリム盆地のタクラマカン砂漠北東部に、かつて存在した内陸湖で、「さまよえる湖」として知られている。この湖があったのは、現在の中国・新疆ウイグル自治区バインゴリン・モンゴル自治州チャルクリク県である。
ロプノールには、タリム盆地を取り囲む山脈の雪解け水を集めるタリム川（正確にはタリム川の分流）とチャルチャン川が流れ込むが、湖から流れ出る川はない。つまりロプノールは、内陸河川であるタリム川の末端湖のひとつであり、湖水は強い陽射しで蒸発するか地中に浸透して消えていくため、次第に塩分が蓄積して塩湖となった。紀元前1世紀の頃にはまだ大きな湖であったという記録が残されているが、4世紀前後に干上がったと見られている。

## 概要
タリム盆地はヒマラヤ造山運動に伴って形成された地形であり、今からおよそ2万年前の最後の氷期から現在の間氷期へと遷り変わる頃には、盆地のほぼ全域がカスピ海のような極めて広大な湖となったが、その後気候が温暖化するにつれて次第に水が失われ、大部分が砂漠になったと考えられている。
この説に従うなら、ロプノールなどタリム盆地に散在する湖沼は、その湖の最後の名残ということになる。
1901年に中央アジア探検家によって、「ロプノールの周辺地域は標高差がわずかしかなく、堆積や侵食作用などによってタリム川の流路が大きく変動するために、湖の位置が南北に移動するのだ。ロプノールはいつかきっと元の位置に戻ってくる」とする「さまよえる湖」説が提示され、それからわずか20年後の1921年に、予言通りタリム川の流れが変わって湖が復活したことから広く知られるようになった。
復活後は、上流の天山山脈などの降雪降雨量によって流れ込む水量が変わるため、消長を繰り返しながらも20世紀半ばまでは水をたたえていた。
しかし、タリム川にダムが建設されたことなどもあって、現在は再び完全に干上がっている。衛星画像では乾いた湖床が人間の耳のような形に見え、湖心をかすめるように省道235号線が貫いている。

## 歴史

### 「さまよえる湖」
古来中国で西域と呼ばれる地域にあるロプノールは、「塩沢」あるいは「蒲昌海」などという名で知られ、紀元前1世紀頃の漢の時代には、「縦横ともに300里の鹹湖（かんこ）で、冬も夏も水量が変わらない」と『漢書西域伝序』に記された広大な湖であった。
西岸には都市国家・楼蘭が栄え、シルクロードの要衝となっていた。
しかし、3世紀頃からこの地域一帯の乾燥化が進んだと見られており、豊富な水を失った楼蘭は4世紀以降急速に衰退していった。
このためシルクロードのいわゆる「オアシスの道」も、楼蘭を経由するルートは往来が困難になり、唐の時代までには敦煌または少し手前の安西から北上・西進してトルファンを通り、天山山脈南麓のコルラへ出るルートが中心となった。
こうして楼蘭とロプノールはいつしか流砂の中に消えてゆき、ついにはどこにあったのかもわからない伝説上の存在となった。13世紀に元の都を訪れたヴェネツィアの商人マルコ・ポーロは、カシュガルから西域南道を辿り、湖の南縁をかすめるルートで敦煌に達したとされているが、『東方見聞録』の中でロプノールには全く言及していない。
1876年から1877年にかけて内陸アジアの冒険旅行を敢行したロシア軍大佐ニコライ・プルジェヴァリスキーは、タリム川の下流が南東ないし南に向かって流れており、砂漠の南部にカラ・ブランとカラ・コシュンという2つの湖を形成しているのを発見した。これらの湖は、中国の古文書などから推定されるロプノールの位置より緯度にしておよそ1度南にあったが、プルジェヴァリスキーはこれがロプノールであると主張した。
この発見を賞賛する声がある一方、「シルクロード」という呼称を最初に提唱したドイツの地理学者リヒトホーフェンは、これらが淡水湖であることから、まだ生まれて間もない新しい湖に違いなく、塩湖であるとされるロプノールはタリム川の東へ向かう支流の先にあるはずだから、どこかで支流を見落としたのだろうと指摘した。
しかし、「川を渡るのはいつも苦労の種だったから、もしそのような支流があれば見逃すはずがない」とプルジェヴァリスキーは反論し、決着はつかなかった。

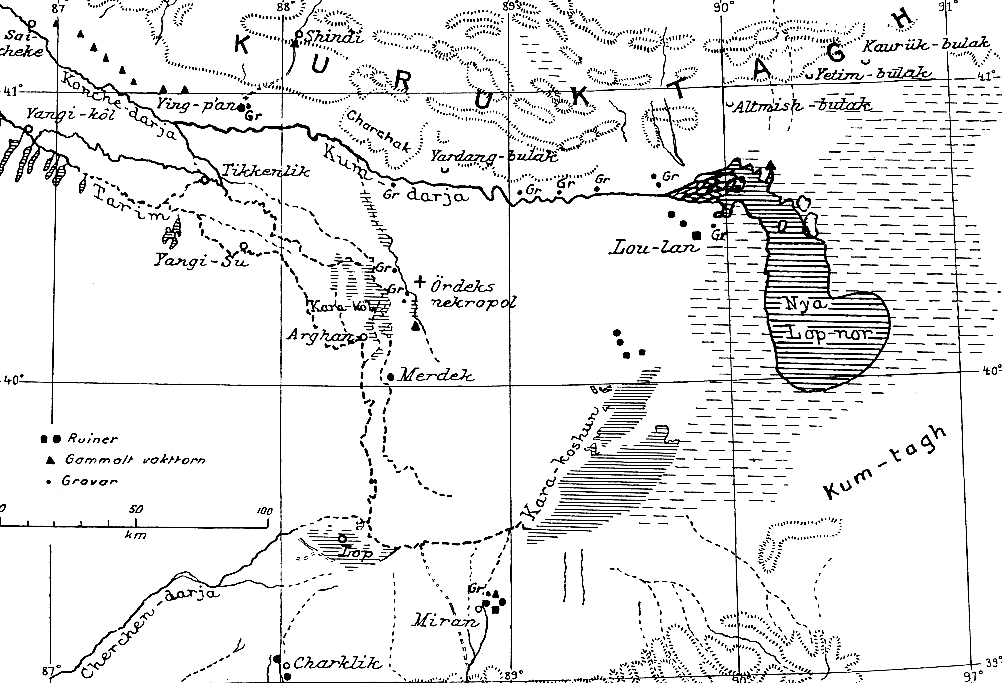
フォルケ・ベリイマンによるロプノール周辺の地図（1935年）
右上のヒョウタンのような形が当時の湖面。この下半部が、干上がった後に人間の耳のような形に見えている。ロプノールの南西（左下方）にカラコシュン湖湿地、小さなタイテマ湖湿地も見える。

リヒトホーフェンの弟子で、スウェーデンの地理学者・中央アジア探検家であったスヴェン・ヘディンは、19世紀末から20世紀初頭にかけてこの一帯を踏査し、1900年にカラ・コシュンのはるか北方で楼蘭の遺跡を発見した。その北側にはクルク・ダリヤ（乾いた川）と呼ばれる東西方向に伸びる干上がった川床が存在することも知られていたことから、ヘディンはタリム川がかつてはこの川床を東に向かって流れており、楼蘭の東から南にかけて広がっている低地に注いでいたに違いないと考え、これこそがロプノールであると確信した。綿密な調査の結果、カラ・コシュンは流入する泥土や繁茂する植物の残骸などの沈積によって次第に浅くなっていき、一方干上がっているロプノールは強い東北東の風による風食で表土が削られて標高が下がり、やがて高低差が逆転すると、タリム川が再び流れを変えて、かつてのロプノールに戻るはずだとヘディンは考えた。
およそ1600年前にはその反対の現象が起こってロプノールは干上がり、砂漠の南に新たな湖が生まれたに違いない。
つまり、この一帯は標高差がわずかしかないため、末端湖や川床に対する堆積や侵食の作用によってタリム川の流路がある期間を経て大きく変化し、それに伴って湖の位置が移動するのだとする学説を打ち立て、ロプノールを「さまよえる湖」と呼んだのである。
1928年、トルファンに滞在していたヘディンは、この地の商人から1921年にタリム川が東に向かって流れを変えたという話を聞いた。当時の中国国内の複雑な事情で、すぐには現地に入れなかったが、1934年にヘディンは干上がってクルク・ダリヤと呼ばれていた川、水が戻ってきてからはクム・ダリヤ（砂の川）と呼ばれるようになった川をカヌーで下って満々と水をたたえたロプノールに到達し、予言が正しかったことを自らの目で確かめることができた。
- こうした事実とヘディン自身の著書によって、「さまよえる湖」説は広く知られているが、これはあくまでもひとつの仮説である。ロプノールについてはヘディンの他にも多くの学者が研究成果を発表しており、それらの中には「湖の移動などは起きていない」とする説も存在する[2]。

#### 「1600年周期」という誤解
ヘディンの唱えた「さまよえる湖」説というのは「1600年あるいは1500年など一定の周期で湖が渡り鳥のように南北に移動を繰り返すということ」であると解説されることが多い。井上靖も、1958年に発表した小説『楼蘭』の中で「千五百年の周期をもって、南北に移動する湖であるという推定が行なわれ、それが一つの動かすべからざる定説となった」と述べているし、1980年に放送された『NHK特集 シルクロード -絲綢之路-』の『第5集 楼蘭王国を掘る』でも同様の解説がなされていた。しかし、ヘディン自身がそのようなことを述べた形跡は全く存在しない。
確かに、1901年にヘディンが予言したのは、「タリム川の水は、いつかきっとロプノールに戻って来る。その時がくれば湖が移動する周期の長さもわかるだろう」ということであるから、この時点では周期はまだわからないものの、移動がほぼ一定の間隔で繰り返されると考えていたことは間違いない。
しかし、ヘディンが想定していた堆積や侵食といった原動力によってそのような大きな変化が起きるまでには「何千年はおろか何万年もかかる」と見ていたことが、『さまよえる湖』の中にも記されており、遠い将来ほんとうに予言の通りになったとしても、「その時はもう予言した当人もその著作もとっくに忘れられている」とまで書いている。
それなのに、その予言からわずか20年、ロプノールが干上がってからたった1600年ほどで湖がもとの場所に戻って来たことを知ってからは、今回はたまたまおよそ1600年で起きたが、過去のことはわからないし、未来も必ず同じ周期とは限らない、この次にどこへ移動するかも確たることは言えないというように考えが変わっていったことが、同書の中にはっきりと書かれている。
本文中に「1600年周期」などということばは一度として出てこない。つまり、自身が想定した原動力だけでは説明が困難なほど短い期間で大きな変化が起きたことを知ったヘディンが、同書の執筆時点で最終的に到達した「さまよえる湖」説は、ロプノールは必ずしも渡り鳥のように一定の周期で移動を繰り返すわけではなく、文字通り "さまよえる湖" なのだということであり、「今始まった周期の長さについては、一切の予断をひかえるのが最良である。紀元330年に川と湖がその川床を捨てる前に、何百年の間楼蘭の近くにあったのか、私たちには分らない。次の大きい周期もやはり1600年つづくのであろうか。（中略）この疑問に答えられるのは未来だけである」と述べている。
こうした主張が本文中に極めて率直かつ明瞭に述べられているにもかかわらず、「1600年周期で移動を繰り返す」というような誤解が蔓延した原因は、ヘディンの著書が広く紹介される過程で、いつの間にか予言の中の「周期」ということばと、今回はたまたま「1600年」だったという事実とがつなぎ合わされて「1600年周期」ということばが作られ、これが一人歩きしてしまったことによるのである。
実際、岩波文庫版『さまよえる湖』を見ると、翻訳者の福田宏年が「訳者あとがき」において、本文中には存在しない「1600年周期」ということばを使って、ヘディンの学説に対する誤った内容の解説をしている上、本のカバーのキャッチコピーにまで「1600年周期」と印刷されている。
こうしたことが多くの読者に重大な誤解を与え、誤った説が流布される結果につながったのである。
しかしながら、岩波文庫版が上梓されたのは1990年である。井上靖の『楼蘭』は1958年であるから、1950年代には既に「1600年周期」説が "動かすべからざる定説" となっていたわけで、岩波文庫版よりはるかに前のことになる。
いつどこで最初にこのような誤解が発生したのか、これまでのところ確かなことはわかっていない。因みに『さまよえる湖』は岩波文庫版に先立って、筑摩書房版、白水社版、角川文庫版、中公文庫版などが出版されているが、ここに挙げた4書の中では白水社版のみ、監修者のひとりである深田久弥が巻末の解説の中で「ロプ・ノールは千六百年を周期として、その位置を変えることが立証された」と述べている。
しかし、これも1964年の発行なので、いわゆる "震源地" ではないことになる。他の3書には誤った内容の解説は見られない。ヘディンの紀行文には他にもよく知られているものがあり（など）、それらの中にもロプノールに言及している部分はあるが、少なくとも左に挙げた3書と1叢書の本文中に「1600年周期で移動を繰り返す」といったような記述は一切存在しない。ヘディンの伝記や自伝にも誤解を招くような表現は見当たらない。

### 核実験
ロプノール周辺地域は、1964年から核実験場として使われていた。このため、1950年代から1960年代にかけて軍事上の立ち入り禁止区域となったが、ロプノールの湖床が実験場となったことはない。1980年代に立ち入り禁止が解除されてからは、再び探検者や学者、メディア、観光客などが訪れるようになっている。

## 現在

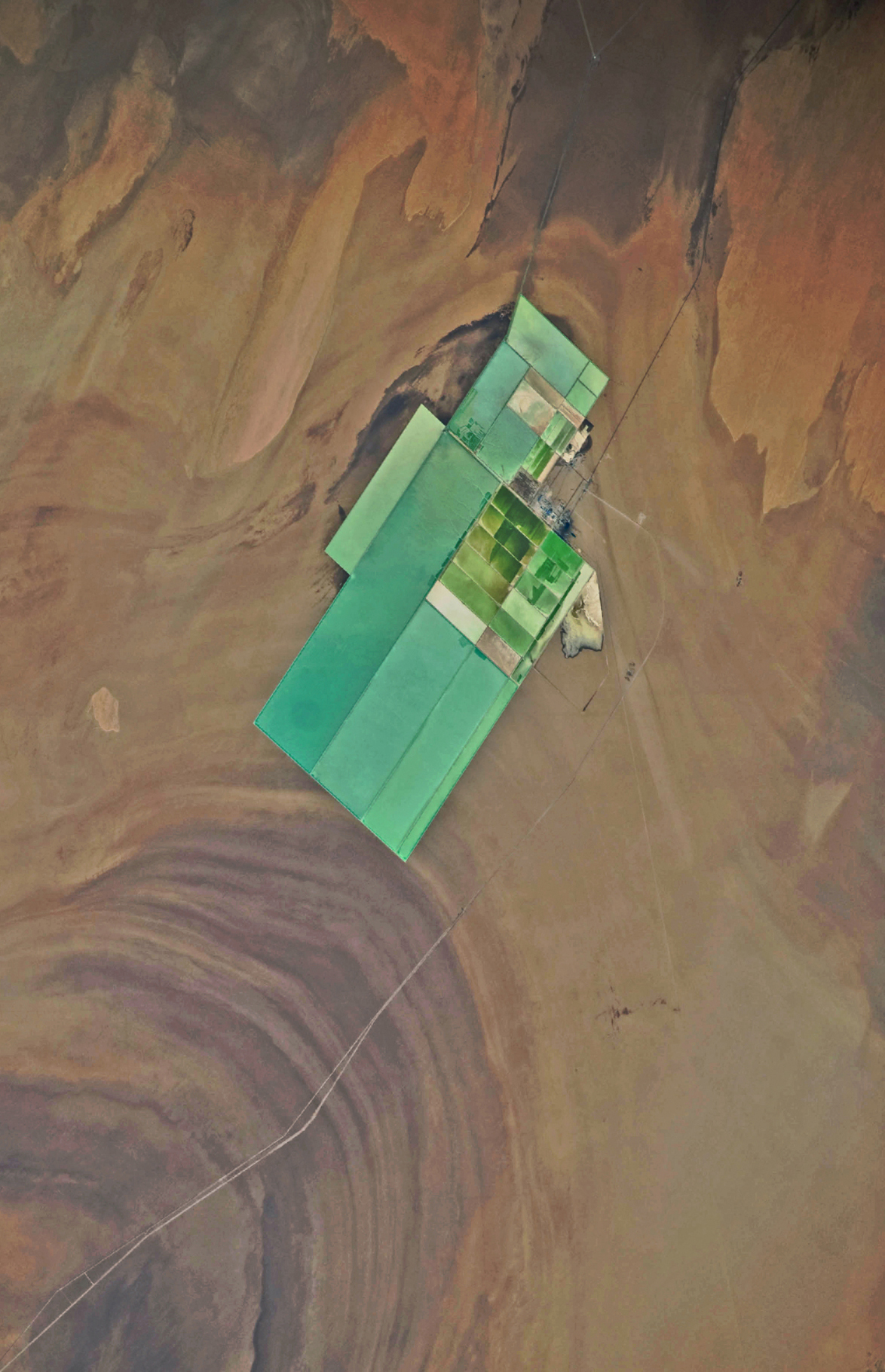
塩田とされる構造物（2009/10）
長辺はおおよそ20km。ほぼ上方が北。左下が耳のようなロプノールの湖床。その中を省道235号線が走っている。

1952年にタリム川と孔雀河が人間の介入によって分離され、終点の湖はカラコシュン湖、後にタイテマ湖に移り、ロプノールは 1964年までに再び干上がった。1972年にティカンリクに大西海子貯水池が建設され、湖への給水は遮断された。その後、すべての湖の大部分が干上がり、タイテマの地元の窪地に季節限定の小さな湖が形成されるだけとなった。 タリム川下流域への水の喪失は、いわゆる「緑の回廊」を形成していたタリム川下流域に沿って広範囲に分布していたポプラ林やタマリクスの低木の劣化と消失にもつながった。2000年、生態系のさらなる悪化を防ぐために、タイテマ湖を埋めるためにボステン湖から水を迂回させた。しかし、砂漠の拡大もあり、タイテマ湖は過去40年間に30～40キロメートル西に移動した。砂漠の不安定化のもう一つの原因は、薪のためのポプラやヤナギの伐採であった。これに応じて、ポプラの森を取り戻す修復プロジェクトが開始された。
ロプノールは、復活後20世紀半ばまで水をたたえていたが、2010年現在は干上がっており、湖面は存在しない。この地域の乾燥化が進んだことや、タリム川上流にダムが建設されたことなどが消滅の一因と考えられているが、確かなことはわかっていない。
中国科学院によると、1959年には湖面の存在が確認されていたが、1972年にはすでに消滅していた。同院は完全に干上がった時期を1962年と推定している。2004年には同院の現地調査によってロプノールの復活が報じられたが、1km2ほどの小さな湖面に過ぎず、翌年には再び消滅した。
現在は、干上がった湖床を縦貫する省道235号線が敷設されており、湖床を訪れるツアーなども組まれている。湖の中心には多くの旅行者や探検家によって湖心到達を記念する碑が建てられており、Googleの地図（航空写真）でもその様子がかろうじて確認できる。
- 2002年頃から、湖床の東北端の省道235号線に沿った位置に「塩田」とされる極めて巨大な構造物が築かれたことが、衛星画像によって明らかになっている[27]。硫酸カリウムなどを含む肥料を生産するプラントであるといわれており[28]、Googleの地図（航空写真）ではかなり細部まで見える。肥料を運ぶため、ロプノールとハミ（クムル）を結ぶ鉄道も建設された[29]。
- 2010年11月の成都商業報によると、中国科学院はロプノール地区の砂漠化対策計画「新ローラン計画」の一環として、ロプノールに人造湖を建設することを計画している[30]。タリム盆地の地下には巨大な水源が存在するとの情報もある[31]。
- 周辺一帯はロプノル野生ラクダ国家自然保護区が設定されており、砂漠内への自由な立ち入りは禁止されている[32]。

## 参照項目
- タイテマ湖
- カラコシュン湖